# Brasil-Post
Brasil-Post é um jornal em língua alemã, publicado semanalmente no Brasil, todas as sextas-feiras. Ursula Dormien é a editora chefe do semanário e o gerente do empreendimento Klaus Dormien. Com tiragem de cerca 22.200 exemplares chega a atingir por volta de 100.000 leitores.

## Histórico
O Brasil-Post foi fundado em 1950 por 103 teuto-brasileiros. Um dos propósitos principais da empreitada foi disponibilizar a língua alemã, por escrito, ao segmento populacional teutófono do Brasil, localizado em maior parte no sul do país.
Após o lançamento, o Brasil-Post conseguiu atrair um considerável número de leitores e passou a se expandir. Como a língua alemã foi proibida nas escolas do Brasil durante o período de 1938 até 1960, este jornal foi um dos poucos meios de acesso para leitura em língua materna à maioria dos teuto-brasileiros.

## Situação atual
Desde a década de 1990, a maior parte das vendas do jornal Brasil-Post está se transferindo gradualmente dos estados sulinos do Brasil para a região metropolitana da grande São Paulo, o maior polo industrial do país, dado ao fato de que a maior parte que dominam o idioma alemão são atraídos por empresas da Alemanha ali estabelecidas. Os antigos leitores da região sul estão sofrendo uma diminuição gradativa, naturalmente. Ao mesmo tempo, as novas gerações, por razões históricas e diversas, afastam-se cada vez mais da prática de seu idioma ancestral. A língua alemã é falada há quase dois séculos no sul do Brasil.
Atualmente São Paulo conta com 36% do total dos leitores do jornal, 41% são dos estados do Rio Grande do Sul, Santa Catarina, e Paraná; 15% se encontram em estados como Espírito Santo, Rio de Janeiro, Minas Gerais e Mato Grosso do Sul; e os restantes 8% estão espalhados nas mais diversas regiões do Brasil.
No exterior a Alemanha conta com (67%) dos leitores; a Áustria e Suíça, cerca de (15%) além disso o Brasil-Post é lido na Namíbia, EUA, Canadá, Austrália e em países do Mercosul.

## Prêmio recebido
- 1999: Medienpreis des Vereins für Deutsch Kulturbeziehungen im Ausland e.V.